# Orquesta Huambaly
La Orquesta Huambaly es un grupo chileno de música tropical y jazz, activo entre 1954 y 1964. Tuvo una gran cantidad de integrantes a lo largo de su historia, así como su amplio repertorio es un gran ejemplo de los inicios de la música tropical en Chile.

## Origen del nombre
Los guangualíes (del mapudungun: wanwan lin ‘Pasto no útil para alimentación humana’) existieron desde antes de la llegada del español, y eran lugares alejados de los centros urbanos que tenían material disponible para hacer viviendas rápidas. Cada lugar en Chile tiene su sector llamado Guanguali. Santiago tuvo en el siglo XVI al siglo XVIII un guangualí en la ribera norte del Río Mapocho, cercano a lo que es ahora el Barrio Pio Nono. Se asociaron largamente al concepto de Pueblo de Indios.

“En varias oportunidades a lo largo de la historia de la ciudad de Santiago y generalmente por efecto de decisiones provenientes... del poder, se han originado formas de diferenciación urbana que fortalecen y reproducen distanciamientos sociales,configurando presiones que tienden a separar del resto a los más pobres... Tal ha sido el caso delos Pueblos de Indios o "guangualíes" y de los rancheríos permitidos en (o expulsados hacia) los suburbios, las áreas de inundación y la caja del río Mapocho durante la Colonia y el comienzo del período republicano. Lo mismo ocurre con los conventillos levantados en (o transferidos hacia) las sucesivas periferias de la ciudad que va creciendo durante la segunda mitad del siglo pasado y el primer tercio del siglo veinte” 
 Alberto Gurovich

, 
El nombre original de la banda era Uambalí, debido al nombre de un pequeño pueblo cercano a Chillán (Región del Biobío), el cual llamó la atención del guitarrista y cantante Caupolicán Montoya, más conocido como Jack Brown. Él mismo propuso luego que se cambiara la ortografía, pasando a ser la Orquesta Huambaly.

## Historia
En 1956, la Orquesta Huambaly realiza sus primeras grabaciones para la discográfica Odeon. Con estas grabaciones comienza a obtener una notoria popularidad en la bohemia santiaguina. Asimismo, la Orquesta comienza a participar de las temporadas musicales organizadas por las radios Minería, Cooperativa, Corporación y Radio Agricultura.
En 1959, la orquesta inició una gira por Europa, siendo el primer conjunto popular chileno en iniciar una travesía al continente del norte. La gira, que se desarrolló entre mayo y diciembre de ese año, los llevó a actuar con grandes artistas, como Édith Piaf, Gilbert Bécaud y Charles Aznavour.
Ya hacia 1960, la Orquesta Huambaly comienza lentamente a disolverse. El recambio de integrantes es constante, en 1962 y luego de una gira por Argentina, se retira Carmelo Bustos, uno de los integrantes más reconocidos e importantes de la orquesta. Con esto, el grupo funciona por 2 años más, hasta 1964, aunque uno de sus integrantes más antiguos y cantante de la orquesta Humberto lozan señala en una entrevista dada a un programa radial de radio cooperativa en el año 2005 llamado "solo para mayores" dirigido y conducido por el prestigiado locutor don Agustín "cucho" Fernández; señala que la disolución de esta fue al término del mundial de 1962 realizado en Chile, textualmente dice : "la orquesta oficialmente se disuelve el 17 de julio de 1962 al terminar con la cooperativa que nos agrupaba ", en 1964 el que fuera su director Lucho Kohan decide reconstruir la orquesta con nuevos músicos la cual cambia un poco su temática aunque no del todo, ya que siguen tocando cha cha cha , mambos, pero en su mayoría interpretan cumbias, las cuales se estaban poniendo de moda en aquella época, la orquesta sigue con el sello odeon pero al poco tiempo cambian de sello discográfico siendo la RCA Víctor quien los recibe, en el cual graban hasta los comienzos de los años 70 haciendo famoso varios temas entre ellos esta "Que te coma el tigre", "Hermosa Guajira", entre tantos, luego se disuelve definitivamente.

### Regreso
A mediados de 2014, el saxofonista de jazz Marcos Aldana, hijo de "Kiko" Aldana, se lanzó al proyecto de revivir la orquesta. Para ello transcribió más de 50 temas originales y seleccionó un grupo de destacados músicos para una nueva etapa del popular combo.
Entre los nombres de la nueva etapa destacan el mismo Aldana, Daniel Espinoza,Manuel Muñoz, Damaso Pinto , Frano Kovac, Tito Francia, entre otros.

## Discografía
Si bien la Orquesta Huambaly editó numerosos álbumes y sencillos, esta discografía es esquiva. Sin embargo, la discográfica EMI Odeon en 2006 lanzó una compilación de 100 temas del grupo. Los discos más conocidos de la orquesta son:
- La inolvidable Orquesta Huambaly
- 100 éxitos inolvidables de la Huambaly (2006)
- ´´Estamos de Regreso , 12 temas con el sonido de la nueva Huambaly , sello digital JCM . y en forma física , independiente .-